# Techniques de vente
 (octobre 2023).
Une technique de vente, ou en considérant que ces techniques sont toujours multiples, les techniques de vente sont l'ensemble des méthodes permettant d'augmenter les ventes du commercial.
Une vente se décompose en plusieurs étapes. Les points forts, lors du déroulement de la vente, sont la découverte et le traitement des objections.

## Enjeux et typologie des techniques de vente

### Enjeux des techniques de vente
Un principe veut que « la vente commence quand le client a dit non ». Non au produit, non à la quantité proposée, non au prix, non à la période... Et plus un vendeur est compétent, plus on l'envoie là où les autres ne parviennent pas à le surmonter.
Les techniques de vente permettent d'organiser les négociations commerciales de manière constructive afin que les protagonistes, tout en défendant leurs intérêts d'acheteur et de vendeur, participent à un échange productif et cherchent à parvenir à une entente. Comme toute négociation, la vente est un acte de communication qui n'admet pas l'improvisation ou la spontanéité. La préparation de chaque entretien avec le client, la réflexion sur les personnes à rencontrer, l'examen du déroulement et des acquis des rencontres antérieures, la fixation d'un objectif, l'élaboration de la tactique en sont une première illustration. Au cours de chaque étape de la démarche de vente, la gestion du stress (surtout quand l'enjeu est important), les comportements attendus, les rituels à observer, le respect de l'ordre des étapes (découverte, proposition, argumentation, conclusion), la mobilisation de l'attention pour capter les informations émises par chacune des parties, l'intégration de ces informations pour modifier instantanément la tactique initialement prévue, puis l'amalgame de la volonté de conclure et la souplesse de l'expression pour parvenir à un accord témoignent du professionnalisme indispensable aux deux parties. Mais il est bon à savoir que la vente reste et demeure un échange de bien matériel ou de service.

## Décomposition des étapes d'une vente
Une vente passe par un entretien qui se décompose en plusieurs étapes dont le nombre varie selon les auteurs, souvent de 4, 5, 6 ou 8, pouvant aller jusqu'à 11, d'égales importances, et réalisées dans un ordre précis qu'il est important de ne pas changer.

## Synthèse des phases de discussion
- La préparation de l'entretien, si possible en rassemblant des éléments d'information sur le prospect ou client.
- La prise de contact et l'installation de l'ambiance
- La découverte, cerner l'interlocuteur et ses attentes sur le plan des besoins et des motivations d'achat
- L'offre (orale ou écrite qui contient, prix, délais et éventuellement conditions de paiement)
- La discussion (argumentation, traitement des objections)
- Négociation (seulement si le vendeur dispose d’une marge de manœuvre, si ce n’est pas le cas, il n’y a pas de négociation et il s’agit alors de vente persuasive).
- La conclusion (obtenir l'accord du client qui pourra être confirmé par la signature du bon de commande).
- La consolidation de la relation et La prise de congé.
- L'analyse de la vente

## Traitement des objections
Le « traitement des objections » est un terme général, qui regroupe en fait le traitement de plusieurs attitudes des clients, dont l'objection est l'une d'elles parmi d'autres. Mais le terme « traitement des objections » est si fréquemment employé dans les professions liées à la vente qu'il est conservé comme générique. Cependant, pour rester précis, le terme « traitement des attitudes » peut être utilisé.
Une objection peut surgir de la part du client à n'importe quel moment du cycle de vente. Il est recommandé à un commercial de la traiter immédiatement afin qu'il puisse poursuivre l'entretien de vente. Pourtant, une des techniques du traitement des objections consiste à reporter cette objection : « Oui, vous avez raison de penser cela, j'y reviendrai d'ailleurs par la suite car c'est un point important, aussi [...]». La meilleure façon étant encore d'utiliser la technique de « l'anticipation » (devancer et traiter une objection avant qu'elle ne soit exprimée) : « Vous allez sans doute penser que si vous achetez ce produit bien moins cher c'est parce qu'il n'est pas aussi résistant; et pourtant, nous vous assurons la qualité de nos produits grâce à notre certification ISO 9001 et nous allons même plus loin, ils sont tous garantis à vie ! »
Il existe 5 attitudes « négatives » :
- la critique ;
- le scepticisme ;
- l'objection ;
- le malentendu ;
- l'indifférence

et une « positive » :
- l'acceptation.

Il faut considérer les attitudes « positives » et « négatives » comme un ensemble, et non uniquement les attitudes négatives, afin d'éviter des erreurs d'appréciations.
Par exemple, un client qui questionnerait « Pouvez-vous me livrer sous 48 heures ? » devrait entraîner le traitement de cette attitude comme une « acceptation » et non comme un « scepticisme ». En tout cas, un bon commercial doit répondre à toute attitude du client.

### La critique
- Définition : Le client n'est pas satisfait d'un produit ou service.
- Exemple : « Le dernier produit que je vous ai acheté est rapidement tombé en panne ».
- Réponse : Montrer que la critique est comprise, que des actions peuvent être proposées pour y remédier, et faire valider par le client les moyens qui vont être engagés.

### Le scepticisme
- Définition : C'est l'émission par le client d'un doute.
- Exemple : « Je doute que votre produit ait les caractéristiques dont vous me parlez ».
- Réponse : Fournir une preuve ou une démonstration avec la méthode CAP (Caractéristiques Avantages Preuves)

### L'objection
- Définition : Opposition
- Exemple : « votre produit est trop cher ».
- Réponse : « Je comprends que le prix soit important pour vous et vous avez bien raison. Permettez moi de vous présenter tous les avantages inclus dans ce prix »
- Réponse : « pourquoi trouvez-vous ce produit assez cher ? »
- Réponse : « trop cher par rapport à quoi ? »

### Le malentendu
- Définition : Le client peut énoncer ou croire à des faits erronés.
- Exemple : « Je croyais que votre produit permettait une telle application ».
- Réponse : Il s'agit alors de préciser les croyances erronées du client, et de les corriger sans le heurter (ne pas lui dire qu'il se trompe, mais, pas à pas, revoir ces différents points).

### L'indifférence
- Définition : Le client pense ne pas avoir besoin du produit ou du service.
- Exemple : « Ça ne m'intéresse pas ».
- Réponse : Questionner en profondeur pour découvrir si ce n'est pas une autre objection qui se cache en fait derrière l'argument de l'indifférence. Dans le cas où l'indifférence est réelle, changer de sujet.

### L'acceptation
- Définition : Approbation par le client du produit ou du service.
- Exemple : « C'est ça que je cherche ».
- Réponse : Vente. Il arrive qu'au moment de conclure la vente, le client dévoile une autre objection, et que son acceptation précédente n'était qu'une façade pour se débarrasser du vendeur en lui faisant croire à sa satisfaction. Il faut alors poursuivre le traitement des objections avec les derniers arguments fournis par le client.

Le « traitement des objections » permet de réaliser méthodiquement un entretien de vente. La vente doit obligatoirement se réaliser lorsque toutes les objections ont eu une réponse. Si la vente ne se réalise pas, c'est que de mauvaises réponses ont été fournies par le vendeur, ou que le client cache d'autres arguments qui n'ont pas encore été détectés par le commercial.